# Jamba, Angola
Jamba este un oraș în sud-estul provinciei Cuando Cubango, Angola.